# Iglesia de San Miguel Arcángel (Trevías)
La iglesia de San Miguel Arcángel en la localidad de Trevías, en el concejo de Valdés, (Principado de Asturias, España) data del año 1000. 

## Historia
En el pórtico, se encuentra una lápida epigráfica de piedra caliza de tono rosado, de las más antiguas de Asturias, que conmemora la terminación de la iglesia primitiva el “12 de las kalendas de abril Era 38”, que corresponde al 21 de marzo de 1000, y que traducida, dice así:
«Bajo el auxilio de Dios, este es el templo que fue edificado por el siervo de Dios Gundemaro y Mumadomna y se echaron los cimientos (el monasterio) que será edificado con la Iglesia (San Miguel Arcángel), y en este altar se guardan las reliquias, trozo de cruz del Seños San Salvador, de Pedro y Pablo, Santo Tomás Apóstol, San Mateo, Santa Marina, San Pelayo y San Miguel. Exactamente fue terminada esta iglesia el doce antes de las Kalendas de abril de la era treinta y ocho. Quienquiera que en este lugar orare por otros, si se acuerda de nosotros, también asegura (en nosotros) un protector en la otra vida.»
Así es que en el año mil de nuestra era se funda el Monasterio de San Miguel de Trevías por el conde Gundemaro Pinióliz y su esposa la condesa Mumadomna. Fue un monasterio de monjas que seguían las reglas de San Benito. Nada se conserva de aquella época, excepto la lápida. 
En el año 1144, el rey Alfonso VII de León y Castilla dona el Monasterio a Aldonza Fernándiz y a su sobrina Urraca Bermúdez, y a su muerte, al monasterio de San Vicente de Oviedo.
Estos monasterios medievales eran el embrión de núcleos humanos que paulatinamente se formaban e iban creciendo, como es el caso de Trevías, o Treves, como empezó llamándose.

## Descripción
Hoy en día la Iglesia se compone de una nave rectangular con pórtico de entrada, donde está la piedra rosada, una nave central con dos naves laterales y un ábside, donde está el altar mayor. La iglesia estaba muy deteriorada hasta que un cura más que polémico, pero con espíritu práctico y gran trabajador, organizó y llevó a efecto su restauración total a mediados de los 60, dejándola tal y como hoy la vemos. Tiene tres retablos de cierto valor artístico. En el altar mayor, el Arcángel San Miguel. Es de estilo barroco y data de 1749. A su derecha, está San Blas y a la derecha, Santa Lucía. Y un poco más abajo, están San Antonio y San Roque. En la parte más alta del retablo, se encuentra en una pequeña hornacina la Virgen de la O y es una talla policromada de estilo románico. Es creencia fundada de que detrás del retablo hay una gran imagen de San Miguel Arcángel. En la nave lateral derecha, y también en estilo barroco, otro retablo que data de 1766. Y en el centro, un Cristo crucificado obra de un vecino de San Feliz en 1788. A ambos lados de él, las imágenes de La Dolorosa y la Virgen del Carmen. En la nave izquierda, otro retablo del mismo estilo, construido en 1738, y que aloja una hornacina con la imagen de la Virgen del Rosario.
En el exterior y frente al pórtico, se halla un gran crucero de piedra construido en 1786 y circundando la iglesia, un vía crucis de piedra con las quince estaciones.
El actual campanario, reloj incluido, no puede ser menos agraciado desde el punto de vista arquitectónico pero el párroco Don Antonio Couso, quien bautizó a tres generaciones, hacia el año 1928 se empeñó en poner un reloj al antiguo campanario para que así todos sus “felegreses” pudieran ver y escuchar la hora. El antiguo campanario, de aspecto románico, tenía tres cuerpos; el inferior, con una ventana en forma de ojo de buey para dar luz al interior del templo, el medio con un espacio donde se albergaban las campanas, y el superior con un simple arco de medio punto de clara inspiración románica, y donde pudieron haberse instalado el reloj. Pero el párroco consideró que el reloj se vería poco en ese espacio intermedio y encargó un proyecto para derribar el antiguo campanario y construir uno nuevo en el cual el reloj brillara con todo su esplendor. El cura consiguió de la curia de Oviedo el permiso para llevar a efecto el proyectado campanario y ,a pesar de la polémica popular y de la oposición de los arquitectos de Oviedo frente a los de Luarca, el proyecto de llevó a efecto. Así en 1929 se desmontaron los sillares del antiguo campanario con forma de espadaña hasta llegar a su aspecto actual.

## Culto
La iglesia de San Miguel Arcángel es un templo religioso de culto católico y bajo la advocación del Arcángel San Miguel.
- Otras veneraciones: San Blas, Santa Lucía, San Roque, Virgen de la O, La Dolorosa, Virgen del Carmen y Virgen del Rosario.

- Datos: Q5991876